# Munida heblingi
Munida heblingi is een tienpotigensoort uit de familie van de Munididae. De wetenschappelijke naam van de soort is voor het eerst geldig gepubliceerd in 1994 door de Melo-Filho & de Melo.